# アーバンネット内幸町ビル
アーバンネット内幸町ビル（アーバンネットうちさいわいちょうビル）は、東京都港区新橋一丁目にある超高層ビルである。

## 歴史
本ビル建設以前には、東電不動産が所有し東京電力のシステム部門や日本原子力産業協会などが入居する東新ビル（1983年竣工）があった。2011年3月に発生した福島第一原子力発電所事故を受け、損害賠償の資金を捻出する必要に迫られた東京電力は、2012年9月に250億5000万円で東新ビルをNTT都市開発に売却。既存建物を除却したのち、2017年9月に「新橋一丁目プロジェクト」の仮称で、大林組の施工により着工した。
2019年1月11日、本ビル建設現場で火災があり、煙を吸った作業員4人が診察を受け、1人が一時入院した。
2019年7月に竣工。

## 建築
外装はガラスカーテンウォールで仕上げられ、4面採光が採用されている。下層部にはピロティが設けられる。建物名に千代田区の「内幸町」の地名が入り、最寄駅も都営三田線内幸町駅であるが、所在地は港区新橋である。

## テナント
6階から16階にかけては、日本軽金属ホールディングスの本社および一部グループ企業が入居している。18階から27階にかけては、JR九州が、客室数267室のホテル「THE BLOSSOM HIBIYA（ザ・ブラッサム日比谷）」の開設を予定している。JR九州グループが運営する首都圏のホテルは、「JR九州ホテル ブラッサム新宿」に次いで2店目となる。
- クロスコープ：3階 - 5階[11]
- 5G JAPAN：4階[12]
- 日本軽金属ホールディングス[13]：6階 - 16階[14]
- THE BLOSSOM HIBIYA（ザ・ブラッサム日比谷）：18階 - 27階[15]